# Gustaf David Hamilton
Pour les articles homonymes, voir Hamilton.
Ne doit pas être confondu avec David Hamilton.
Gustaf David Hamilton, né en 1699 et mort en 1788, est un officier suédois. Il fut titré comte en 1751.

## Biographie
Gustaf David Hamilton est le fils de Hugo Hamilton. Il commande les forces suédoises en Poméranie suédoise en 1758, pendant la Guerre de Sept Ans. Il avance vers Berlin avec ses troupes, mais cette avancée tourne court lorsqu'il doit combattre à la bataille de Fehrbellin, en septembre 1758, et battre en retraite. Il est nommé fältmarskalk, équivalent de maréchal de camp, en 1765.
Le comte Gustaf David Hamilton, époux d'Henriette-Jakobine von Hildebrand, est le père du comte Adolf Ludvig Hamilton (1747-1802).